# Siedlung am Lerchenauer See

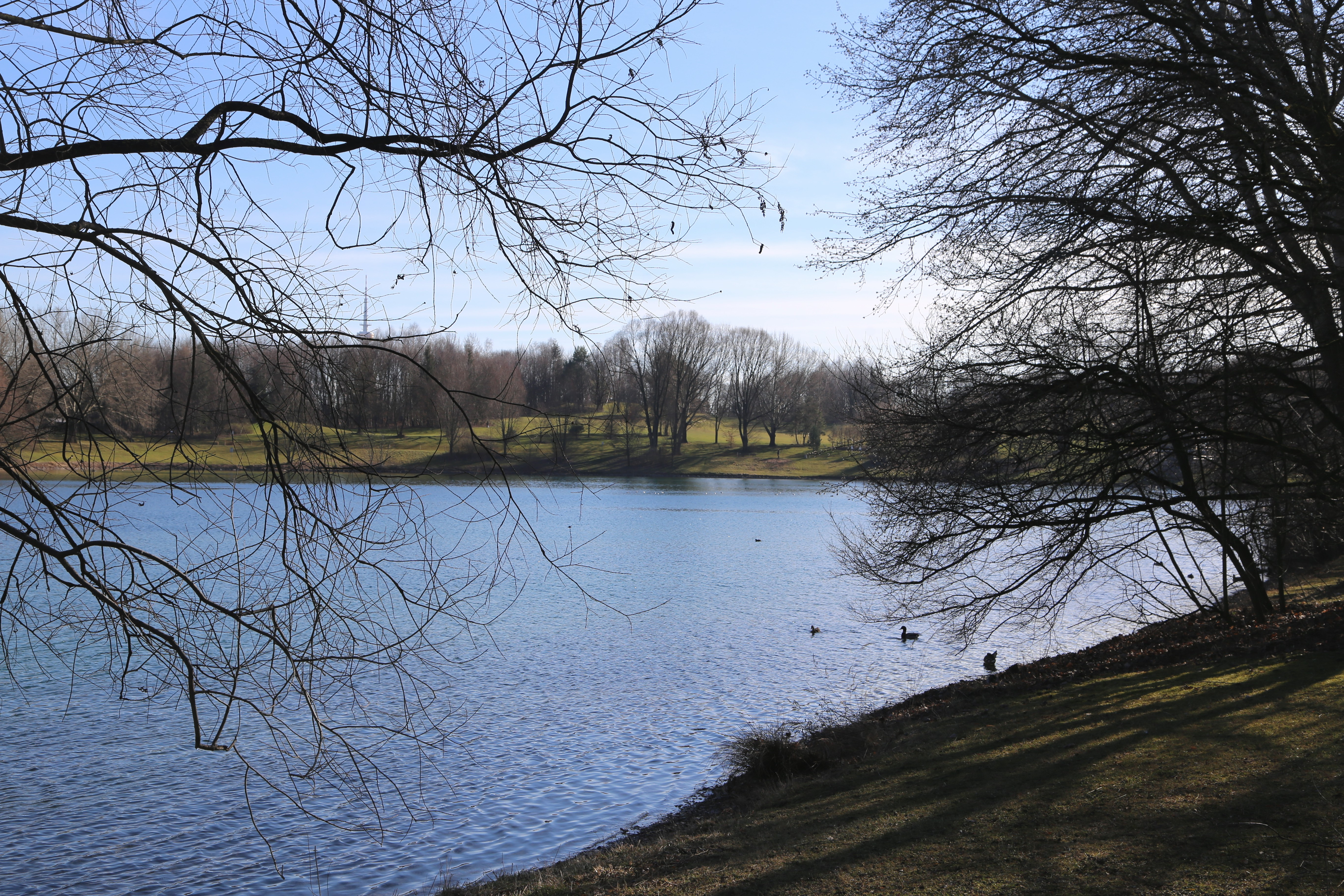
Lerchenauer See

Die Siedlung am Lerchenauer See liegt im Norden Münchens westlich des Lerchenauer Sees an der Lassallestraße. 

## Lage
Die Siedlung am Lerchenauer See liegt im Süden des Stadtbezirks Feldmoching-Hasenbergl, im Bezirksteil Lerchenau West. Im Westen grenzt sie an die Bahnstrecke München–Regensburg und im Süden an den Rangierbahnhof München Nord. Sie ist von Wohnblöcken geprägt. Im südlichen und im nördlichen Teil, zwischen der Hans-Böckler- und Franz-Fackler-Straße, besteht die Bebauung aus Einfamilien- und kleineren Mehrfamilienhäusern. Im Westen geht sie ab der Reinachstraße in die Fasanerie-Nord über. Am Platz nördlich der Kapernaumkirche liegen mehrere Einkaufsmöglichkeiten. Die Grundschule Toni-Pfülf liegt im Norden.

## Brachfläche im Süden

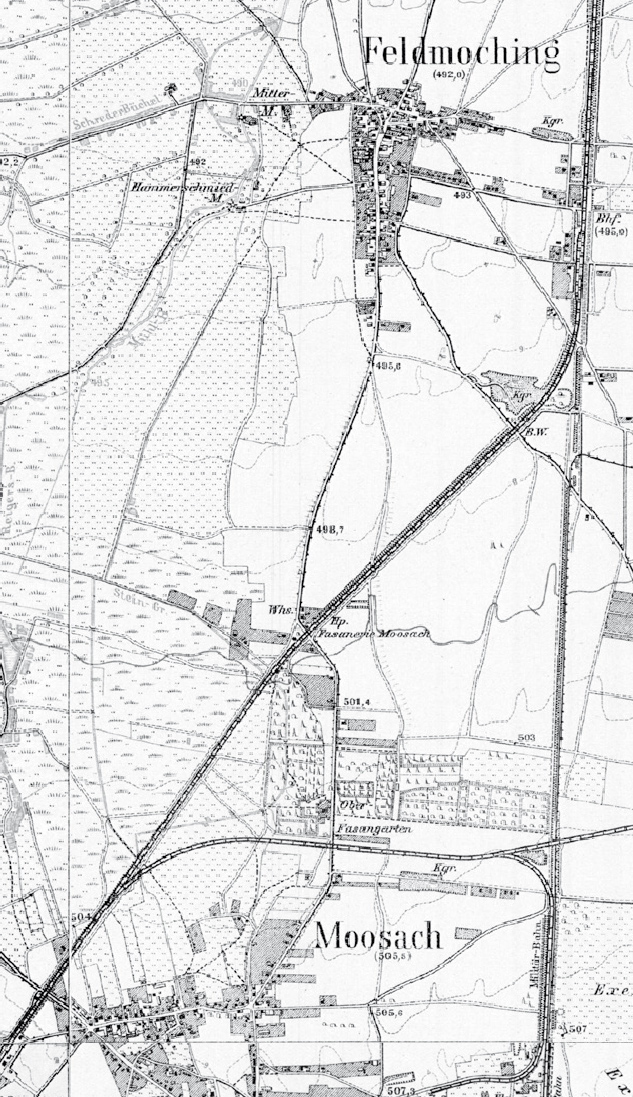
Der Obere Fasangarten zwischen Feldmoching und Moosach 1910

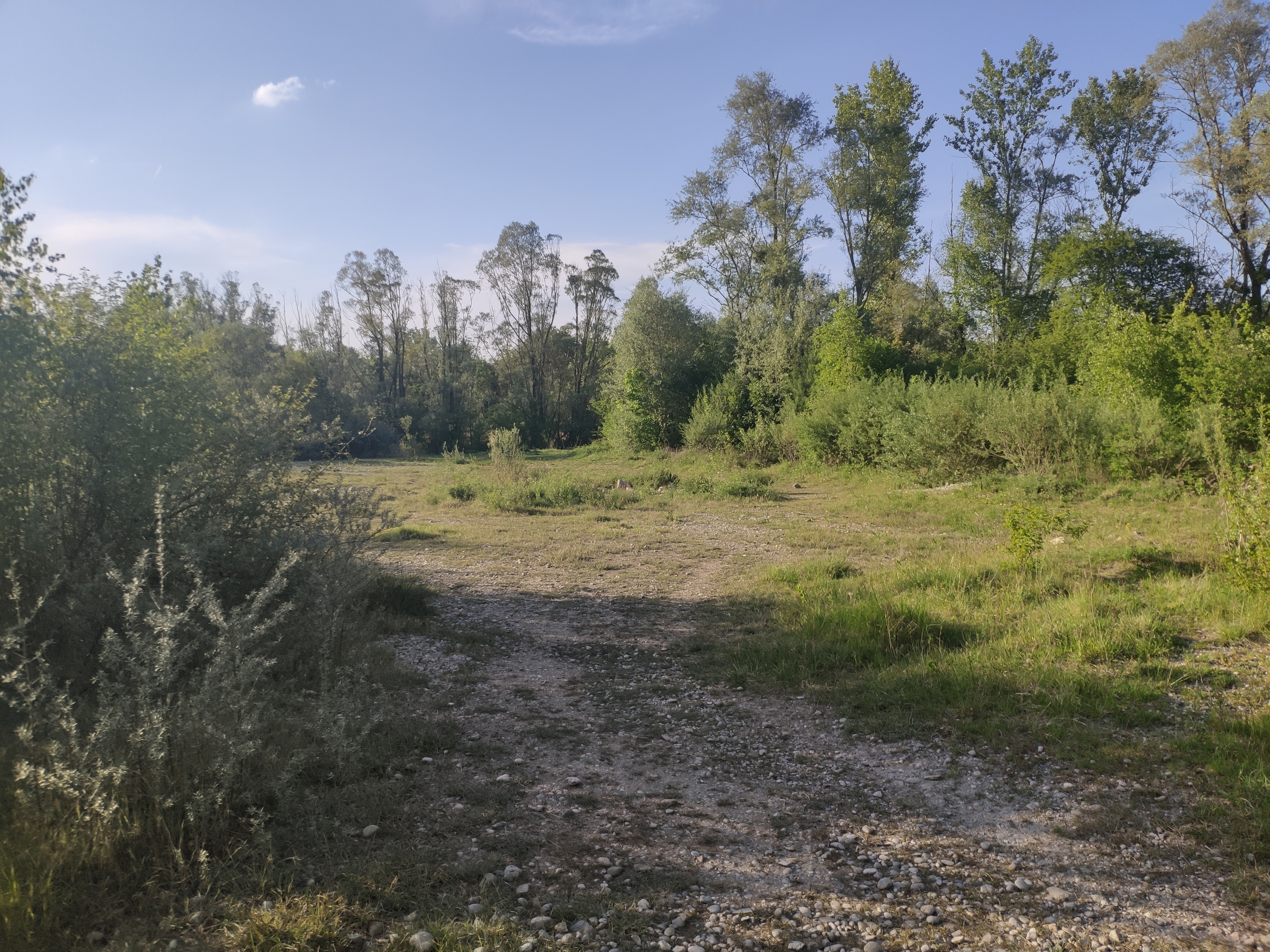
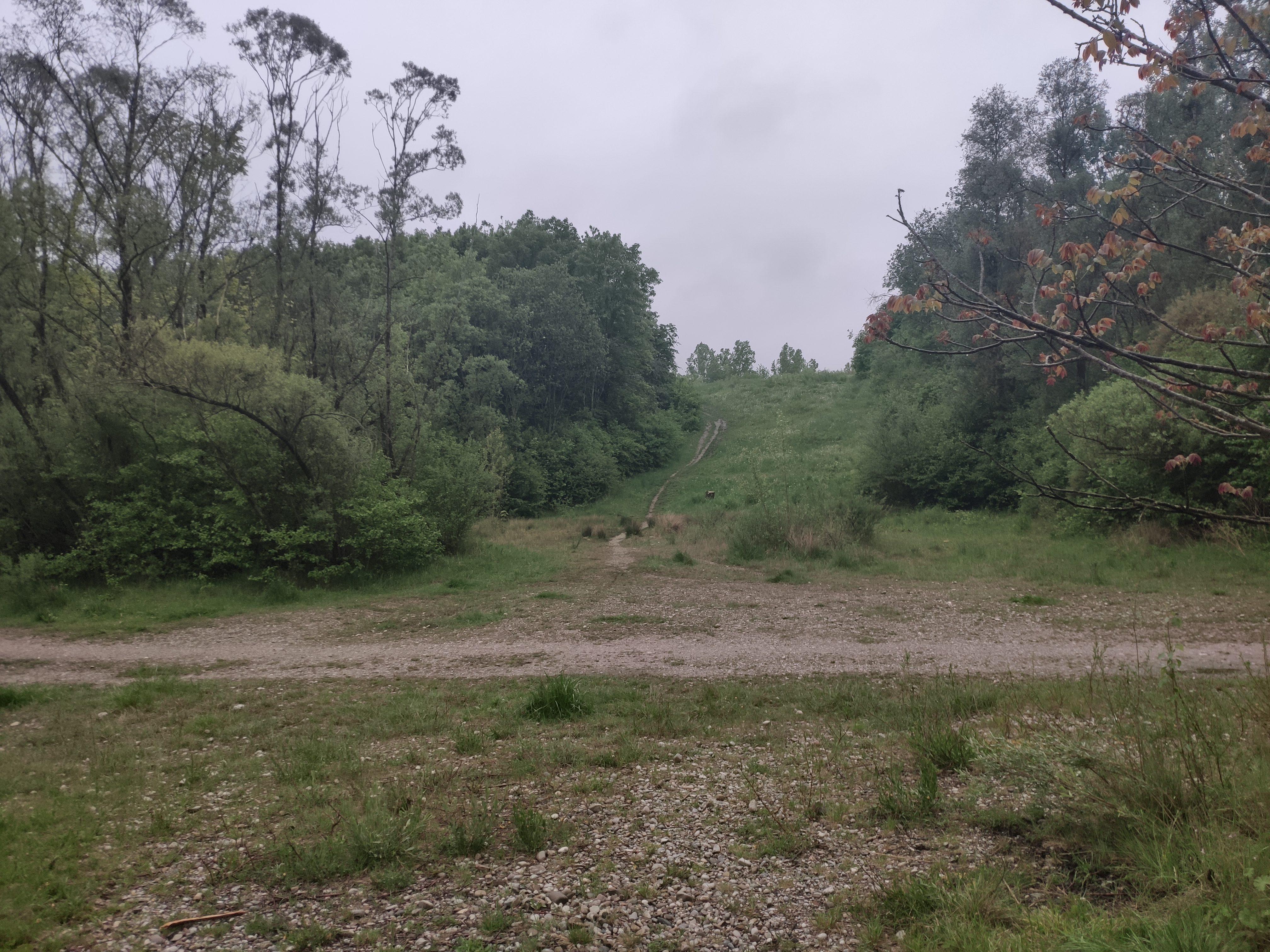
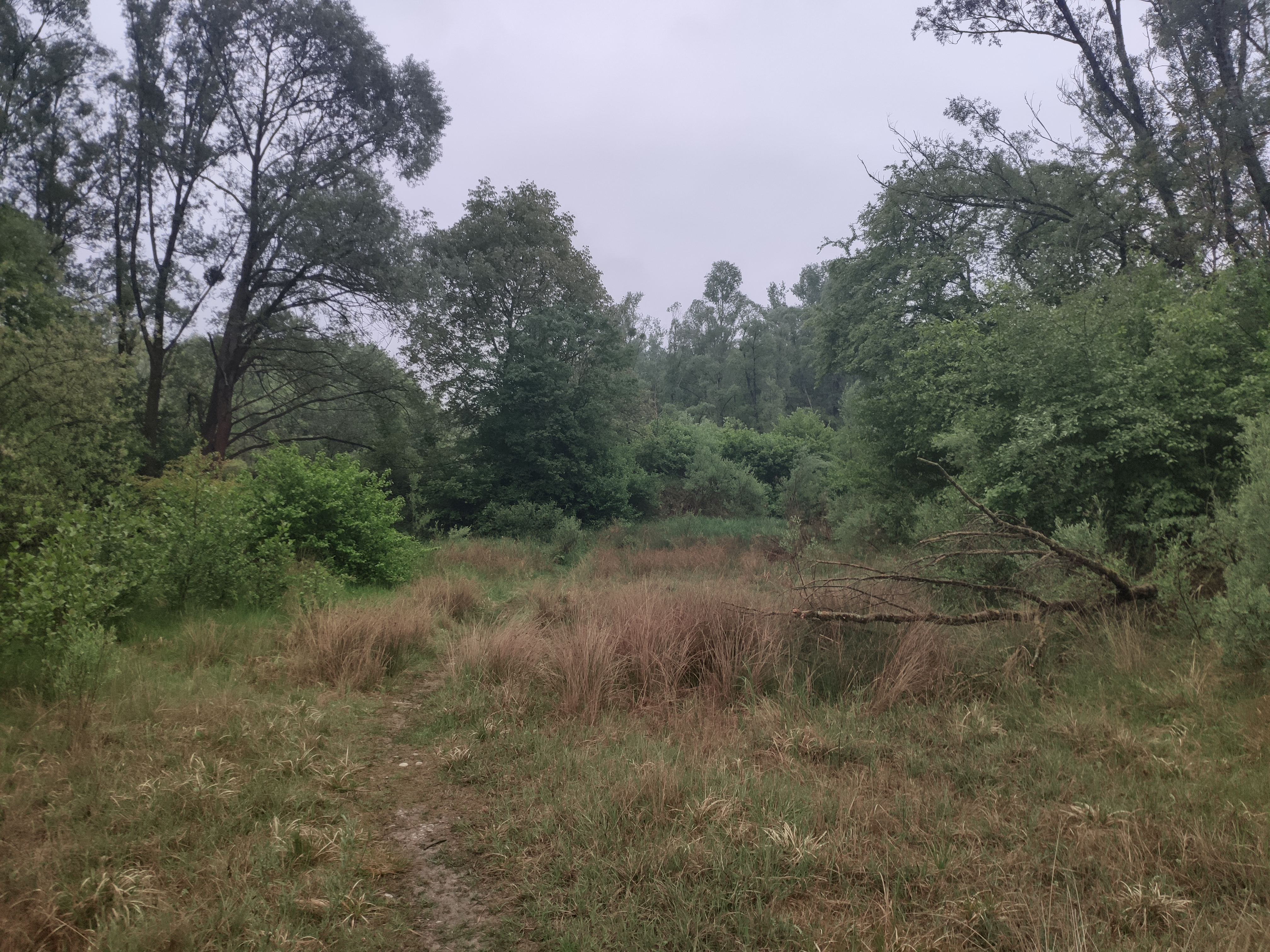
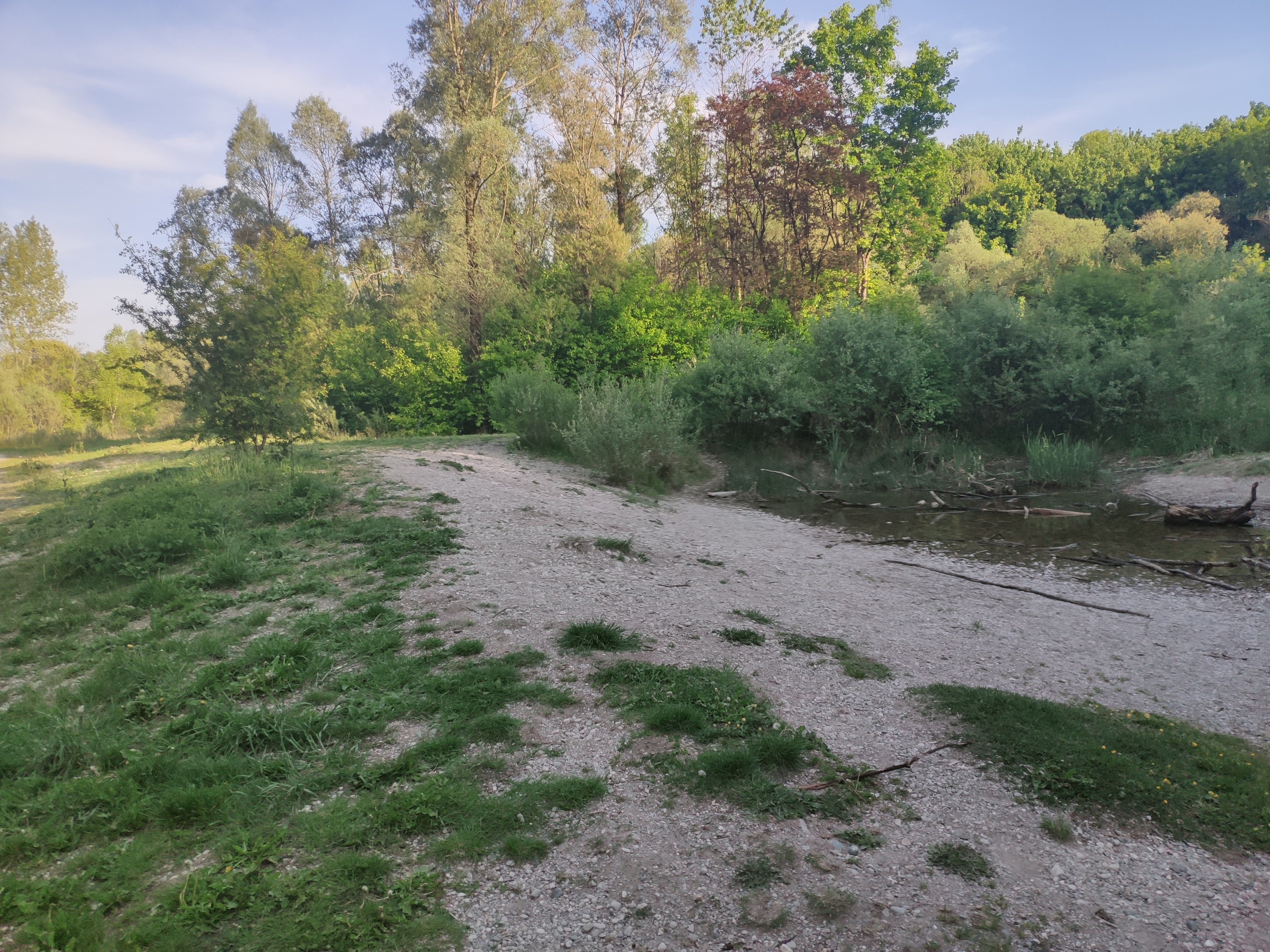
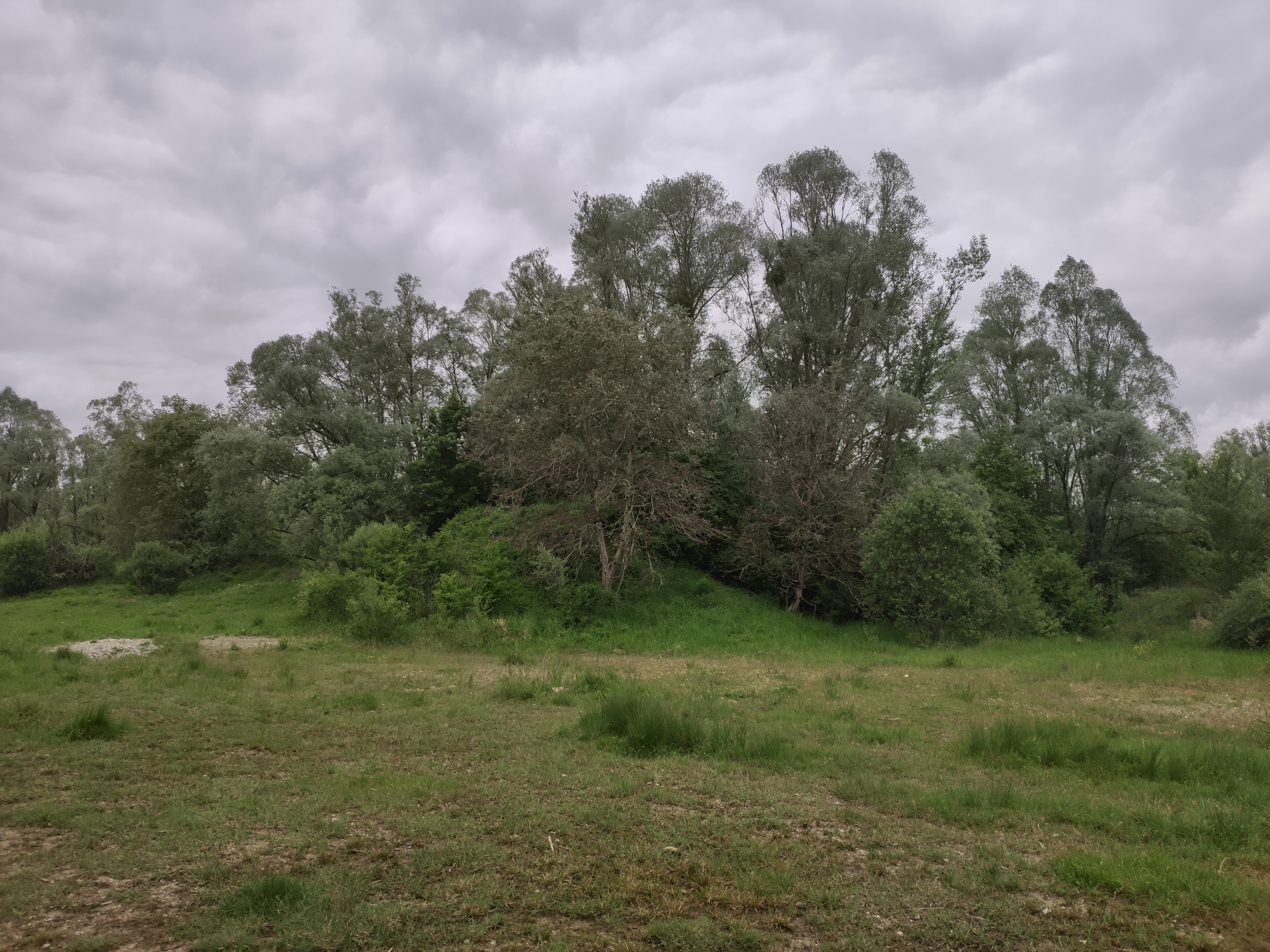
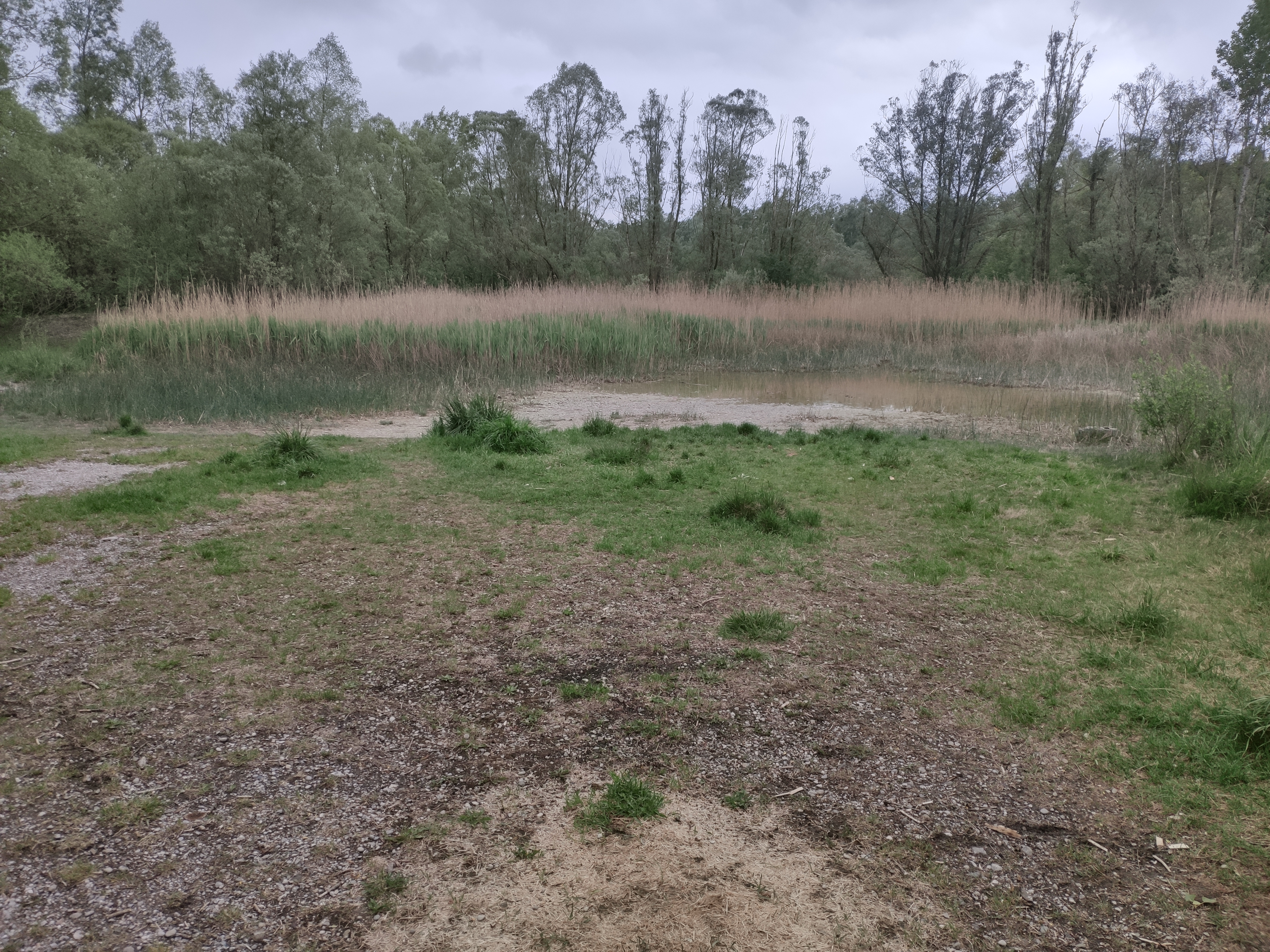

Im Süden der Siedlung am Lerchenauer See liegt eine ca. 30 Hektar großen Grünfläche direkt am Rangierbahnhofes München-Nord geprägt von Schotter-, Magerwiesenflächen und Tümpeln.
Hier lag bis 1939 der Obere Fasangarten, der  Namensgeber des benachbarten Viertels Fasanerie-Nord.
Das dann abgeschobene, mehrere hundert Hektar große Areal des Rangierbahnhofgeländes blieb 50 Jahre lang der Natur überlassen. Bis zum Baubeginn 1988 war das Gelände mitten in München ein einzigartiges Naturparadies mit höchst interessanten und artenreichen Vegetationstypen, darunter Sanddorndickichte, Sekundär-Birkenwald, amphibien- und libellenreiche Tümpel sowie blüten- und insektenreiche Magerwiesen. Bis zur Zerstörung im Jahre 1988 soll dort u. a. die größte Kolonie der (heute gefährdeten) Wechselkröte in Deutschland gewesen sein. 174 Hektar Biotopfläche wurden vernichtet. Beim Bau der Anlage schuf man umfangreiche Lärmschutzwälle sowie Wanderwege entlang des Bahnhofs.

## Sehenswürdigkeiten
- Kirche St. Johannes Evangelist
- St. Agnes (München)
- Kapernaumkirche